# Martha Matilda Harper
Martha Matilda Harper (Oakville, 10 settembre 1857 – Rochester, 3 agosto 1950) è stata un'imprenditrice, economista e inventrice statunitense che ha lanciato il moderno franchising al dettaglio e poi ha costruito una rete internazionale di 500 saloni di bellezza in franchising che enfatizzavano la cura dei capelli sani.
Nata in Canada, venne inviata dal padre all'età di sette anni a lavorare come domestica. Ha svolto questa professione per 25 anni prima di risparmiare abbastanza denaro per iniziare a lavorare a tempo pieno alla produzione di un tonico per capelli da lei inventato. Il prodotto e la creazione di saloni per capelli speciali che lo utilizzavano hanno avuto successo. Iniziò a concedere in franchising il modello di salone alle donne a basso reddito, e al suo apice l'azienda comprendeva più di 500 franchising e un'intera linea di prodotti per la cura dei capelli.

## Primi anni
Martha Matilda Harper nacque a Oakville, Ontario, Canada, il 10 settembre 1857. La sua data di nascita talvolta è messa in discussione, perché in alcune occasioni ha usato anche l'anno 1868 per sembrare più giovane. Tuttavia, si dice che abbia giurato in una dichiarazione giurata che il suo vero anno di nascita era il 1857. I suoi genitori erano Robert e Beadie Harper. Da bambina ha ricevuto poca istruzione ufficiale. Suo padre la mandò a sette anni a fare la domestica per i parenti a Orono, Ontario. Svolse questa occupazione per 22 anni prima di trasferirsi negli Stati Uniti per lavorare come domestica a Rochester, New York. Il suo ultimo datore di lavoro canadese, un medico, le trasmise le sue conoscenze in fatto di salute dei capelli e, alla sua morte, le lasciò in eredità la sua formula di un tonico per capelli. Dal medico imparò a rispettare i principi scientifici, cosa che le giovò durante la preparazione del tonico. Mentre lavorava come domestica, la Harper sviluppò il suo tonico per capelli dopo essersi resa conto che i prodotti per capelli presenti sul mercato erano dannosi. Risparmiò abbastanza denaro per iniziare a produrre il tonico a tempo pieno e, dopo aver lasciato il servizio domestico, tre anni dopo la sua immigrazione negli Stati Uniti, aprì il primo salone di parrucchieri pubblico della regione per contribuire alla sua diffusione. Il suo salone aprì nel 1888 a Rochester, utilizzando i risparmi di una vita (360 dollari).

## L'azienda
Il salone della Harper, il Parrucchiere con Metodo Harper, e molte delle sue innovazioni sono alla base del concetto moderno di parrucchiere. Prima di Harper, i parrucchieri effettuavano visite a domicilio. Lei usava il suo tonico per capelli su se stessa per fare pubblicità. I suoi capelli lunghi fino al pavimento sono stati anche un efficace strumento di marketing e sono apparsi in molte pubblicità dei suoi prodotti. Assumeva ex domestici per il suo salone. Nel 1891, su sollecitazione di Bertha Palmer, famosa per la Palmer House, la Harper fu la prima ad avviare il moderno franchising di vendita al dettaglio, consentendo ai franchisee di aprire saloni con il nome Harper. Il suo primo franchising fu a Buffalo, New York. La Palmer voleva che Harper aprisse il suo esclusivo salone di parrucchieri a Chicago nel 1893, in tempo per l'Esposizione Colombiana di Chicago, cosa che Harper fece.
Ogni salone era di proprietà di una donna; i primi 100 negozi andavano solo a donne povere come lei. La donna formava le franchisee e ispezionava i loro saloni per garantire la qualità.
Ponendo l'accento sul servizio al cliente e sul comfort, inventò delle poltrone shampoo reclinabili, che divennero una caratteristica comune dei saloni di tutto il mondo. I saloni offrivano massaggi al cuoio capelluto e assistenza ai bambini, con orari serali. I prodotti per capelli creati dalla sua azienda, erano destinati ad essere più salutari di quelli ampiamente disponibili all'epoca ed erano realizzati in gran parte con prodotti naturali. I saloni Harper non portavano tinture sintetiche né facevano permanenti chimiche.

### Clientela famosa
All'apice del successo, la sua azienda contava 500 franchising e produceva una linea completa di prodotti per la cura e la bellezza dei capelli. Tra i clienti di Harper c'erano i reali britannici, Susan B. Anthony, Woodrow Wilson, Grace Coolidge, Joseph P. Kennedy, Rose Kennedy, Jacqueline Kennedy, George Bernard Shaw e Lady Bird Johnson.

### Eredità aziendale

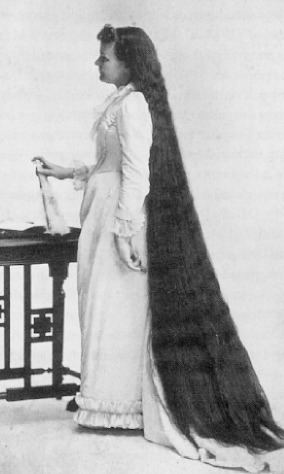
I capelli della Harper stessa erano la più grande pubblicità per i suoi prodotti e servizi. Questa immagine iconica, e altre in una posa simile, sono apparse in molte delle sue prime pubblicità.

Nel 1920, all'età di 63 anni, la Harper sposò Robert McBain, un ufficiale dell'esercito di 39 anni. Insieme hanno gestito l'azienda per 15 anni, fino a quando Harper si ritirò all'età di 78 anni e cedette il controllo dell'azienda a McBain.
The Harper Method Inc. ha operato sotto diversi proprietari. Nel giugno 1956, Robert McBain, marito della Harper, vendette l'azienda a Earl Freese e Gerald Wunderlich, che poi fecero tre diversi tentativi di vendere l'azienda nel corso degli anni '60 e '70.
Nel 1971 Robert Prentices, allora manager del centro di produzione Harper a St. Catharine's, Ontario, acquistò i beni della fabbrica insieme ai diritti di produzione e distribuzione di Harper, rinominando l'azienda Niagara Mist Marketing Ltd, nota anche come Fabbrica di Sapone.
Il 10 marzo 1972 altri beni di Harper Method Inc. sono stati acquistati da PEJ Beauty Corporation, una filiale interamente controllata dall'Accademia Wilfred. All'epoca, PEJ era uno dei maggiori operatori di scuole professionali in America. La speranza di Philip Jakeway, allora Presidente dell'Accademia Wilfred, era quella di espandere la sua attività commercializzando i prodotti e i negozi Harper. Fu raggiunto un accordo in base al quale la Prentice avrebbe fornito i prodotti Harper a Jakeway per la distribuzione negli Stati Uniti. Jakeway non ebbe successo".
L'ultimo negozio in franchising del Metodo Harper operò a Rochester, New York, come il più antico e longevo negozio di bellezza del Paese, fino ai primi anni 2000. Era di proprietà di una donna di nome Centa Sailer, morta nel 2014. Il sito dell'ex laboratorio di Harper è ora un magazzino di pneumatici.

## Morte ed eredità
La Harper morì a Rochester, New York, il 3 agosto 1950, un mese prima del suo 93º compleanno (suo marito Robert MacBain, morì il 30 aprile 1965, all'età di 83 anni). Al momento della sua morte c'erano oltre 350 negozi. La sua tomba si trova al Cimitero Riverside, a Rochester, New York. Fu inumata il 7 agosto 1950, con il nome di Martha H. McBain. Lotto, N. Parte 427-J.
Oltre agli affari, la Harper amava anche la cucina, i viaggi e il golf. Era una Cristiano Scientista e membro della First Church of Christ, Scientist, Rochester, New York.
Era membro del Rochester Country Club e dell'Oak Hill Country Club. Ha anche studiato presso l'Università di Rochester per alcuni corsi.
Nel 2003 è stata inserita nella National Women's Hall of Fame e nella American Business Hall of Fame per i suoi successi negli affari. È considerata straordinaria per aver aiutato altri domestici a vivere il sogno americano, assumendoli come personale e permettendo loro di diventare franchisee.